# Acianthera cryptophoranthoides
Acianthera cryptophoranthoides é uma espécie de orquídea epífita, família Orchidaceae, que existe no Rio de Janeiro, Minas Gerais, Bahia e Espírito Santo, Brasil. São plantas de tamanho médio, de crescimento pendente, de longas folhas lanceoladas, espata grande, e inflorescência com até cinco flores creme de extremidade púrpura que não se abrem exceto por duas pequenas janelas laterais.

## Publicação e sinônimos
- Acianthera cryptophoranthoides (Loefgr.) F.Barros, Hoehnea 30: 185 (2003).

Sinônimos homotípicos:
- Pleurothallis cryptophoranthoides  Loefgr., Arch. Jard. Bot. Rio de Janeiro 2: 52 (1918).